# James Otis (avocat)
Pour les articles homonymes, voir James Otis et Otis.
James Otis Jr.,  né le 5 février 1725 à West Barnstable, dans l'actuel État du Massachusetts, mort le 23 mai 1783 à Andover dans le Massachusetts, était un avocat de la colonie du Massachusetts et l'un des penseurs de la Révolution américaine. On lui attribue généralement le slogan  « Taxation without Representation is Tyranny / Les impôts sans la démocratie représentative est la tyrannie ». 

## Biographie

### Jeunesse et formation
James Otis Jr est l’aîné des treize enfants de James Otis, un juriste, et de Mary Otis. Après ses études secondaires, il étudia les lettres classiques et la philosophie à l'Université Harvard de Cambridge dans le Massachusetts, d'où il sort diplômé en 1743. Il s'inscrit au barreau en 1748 et ouvre son cabinet d’avocat à Boston en 1750,.

### Carrière
En 1756, nommé procureur général auprès de la cour de la vice-amirauté de Boston.
En 1764, il s'oppose au Currency Act en rédigeant des pamphlets dans lesquels il énonce les principes de la Révolution américaine.
La même année , il publie « The rights of the British colonies asserted and proved / Défense et démonstration des droits des colonies britanniques » dans lequel il défend les droits imprescriptibles et universels en invoquant le philosophe anglais John Locke. Il y dénonce l’esclavage et affirme les droits inaliénables des Afro-Américains à vivre libre et exige que les colons soient directement représentés au Parlement anglais, sans toutefois inciter à l'indépendance,,.

### Vie personnelle
En 1769, lors d'une altercation avec des loyalistes qui l'ont laissé pour mort après l'avoir battu à coup de canne, il a reçu un coup violent sur le crâne, le traumatisme va altérer progressivement ses facultés mentales.
Le 23 mai 1783, il décède foudroyé par un éclair.
James Otis Jr repose au Granary Burying Ground de Boston aux côtés de son épouse Ruth Cunningham Otis.

### Essais
- Bernard Cottret, La Révolution américaine : La quête du bonheur 1763-1787, Paris, Perrin, 2003,  (ISBN 2262018219).

### Articles
- (en-US) Floy Perkinson Gates, « James Otis and Jonathan Swift: Comments upon Their Literary Relationship », The New England Quarterly, Vol. 5, No. 2,‎ avril 1932, p. 344-346 (3 pages) (lire en ligne),
- (en-US) Ellen Elizabeth Brennan, « James Otis: Recreant and Patriot », The New England Quarterly, Vol. 12, No. 4,‎ décembre 1939, p. 691-725 (35 pages) (lire en ligne),
- (en-US) Joseph R. Frese, « James Otis and Writs of Assistance », The New England Quarterly, Vol. 30, No. 4,‎ décembre 1957, p. 496-508 (13 pages) (lire en ligne),
- (en-US) James R. Ferguson, « Reason in Madness: The Political Thought of James Otis », The William and Mary Quarterly, Vol. 36, No. 2,‎ avril 1979, p. 194-214 (21 pages) (lire en ligne),
- (en-US) Richard A. Samuelson, « The Constitutional Sanity of James Otis: Resistance Leader and Loyal Subject », The Review of Politics, Vol. 61, No. 3,‎ 1999, p. 493-523 (31 pages) (lire en ligne),
- (en-US) Lee Ward, « James Otis and the Americanization of John Locke », American Political Thought, Vol. 4, No. 2,‎ 2015, p. 181-202 (22 pages) (lire en ligne),